# 周濤
周 濤（しゅう とう、1968年3月23日 - ）は、中華人民共和国の司会者、女優。中国文学芸術界連合会第十期全委会委員。

## 略歴
1968年3月23日、安徽省淮南市生まれ。父は中学校の高等教師、母は区文化局の局長。北京広播（放送）学院播音（ラジオ）系を卒業したのち中国中央電視台に入り、国営放送の『綜芸大観』の司会者に抜擢され。
1992年 - 1995年は、北京電視台『北京新聞』『北京晩間新聞』『影視圈』の司会を務めた。
1995年 - 2000年は、中国中央電視台『綜芸大観』の司会を務めた。
1996年 - 2011年『春節聯歡晩会』の司会を務めた。
2004年には起業家の路雲と結婚。2005年10月長女の香香が誕生。
2009年1月、中国中央電視台文芸中心副主任に任命される。
2016年、『春節聯歡晩会』に司会として復帰。

## テレビ番組
- 『綜芸大観』
- 『春節聯歡晩会』

## 出演作品

### 映画
- 2001年『誰説我不在乎』（電台主播）
- 2004年『陽光天井』
- 2013年『越来越好之村晩』（報幕員）

### 小品
- 2003年『馬路情歌』
- 2004年『讓一讓、生活更美好』
- 2005年『学相声』
- 2008年『新聞人物』
- 2008年『唱我心中の歌』
- 2011年『李咏6+1』
- 2011年『我要演警察』
- 2011年『三鮮湯』
- 2012年『打灯謎』

## 受賞
- 1994年、春燕杯最佳節目司会賞。
- 2003年、第16回星光賞優秀司会賞。第26回中国電視金鷹賞優秀節目司会賞。
- 2004年、2003年度優秀播音員司会賞。
- 2005年、2004年度優秀播音員司会賞。
- 2014年、第4回澳門国際電視節最佳最佳節目司会賞。